# 練馬高野台站
練馬高野台站（日语：／ Nerima-takanodai eki */?）位於日本東京都練馬區高野台一丁目，是屬於西武鐵道池袋線的鐵路車站。車站編號是SI09。

## 歷史
現時為西武鐵道最新開通的車站。
- 1994年（平成6年）12月7日，開業。
  - 本站隨池袋線的高架化、四線化建設。鄰近的笹目通平交道口擁堵嚴重，故從1985年左右開始，以上行→下行的順序將線路高架化。作爲當地居民與練馬區同意工程的條件，線路高架化後需在此處設置新站。計劃中稱爲「東石神井站」。站名冠以「練馬」是因爲国分寺線已存在與「高野台」讀音相同的鷹之台站。
- 2001年（平成13年） - 設置存車線。同年12月15日改點，開行於本站折返的地鐵直通列車。
- 2005年（平成17年）6月26日 - 開始設置候車室。

## 車站結構
四線鐵路的緩行線部分為島式月台1面2線的高架車站。

### 月台配置
| 月台 | 路線   | 方向 | 目的地                             |
| ---- | ------ | ---- | ---------------------------------- |
| 1    | 池袋線 | 下行 | 所澤、飯能方向                     |
| 2    | 池袋線 | 上行 | 練馬、池袋、新木場、澀谷、橫濱方向 |

## 使用情況
2016年度1日平均上下車人次為27,067人，西武鐵道全部92個車站當中排行第38位。這幾年有增長傾向。
開業以來1日平均上下、上車人次的推移如下表。
| 年度               | 1日平均 上下車人次 | 1日平均 上車人次 | 來源     |
| ------------------ | ------------------ | ---------------- | -------- |
| 1994年（平成06年） |                    |                  |          |
| 1995年（平成07年） |                    | 5,161            | [ * 1 ]  |
| 1996年（平成08年） |                    | 6,460            | [ * 2 ]  |
| 1997年（平成09年） |                    | 7,227            | [ * 3 ]  |
| 1998年（平成10年） |                    | 7,989            | [ * 4 ]  |
| 1999年（平成11年） |                    | 8,377            | [ * 5 ]  |
| 2000年（平成12年） |                    | 8,748            | [ * 6 ]  |
| 2001年（平成13年） |                    | 9,142            | [ * 7 ]  |
| 2002年（平成14年） | 18,107             | 9,590            | [ * 8 ]  |
| 2003年（平成15年） | 18,651             | 9,849            | [ * 9 ]  |
| 2004年（平成16年） | 19,019             | 9,998            | [ * 10 ] |
| 2005年（平成17年） | 20,179             | 10,642           | [ * 11 ] |
| 2006年（平成18年） | 21,742             | 11,495           | [ * 12 ] |
| 2007年（平成19年） | 22,784             | 11,899           | [ * 13 ] |
| 2008年（平成20年） | 23,704             | 12,298           | [ * 14 ] |
| 2009年（平成21年） | 24,125             | 12,454           | [ * 15 ] |
| 2010年（平成22年） | 24,310             | 12,326           | [ * 16 ] |
| 2011年（平成23年） | 23,996             | 12,091           | [ * 17 ] |
| 2012年（平成24年） | 25,068             | 12,622           | [ * 18 ] |
| 2013年（平成25年） | 25,930             | 13,082           | [ * 19 ] |
| 2014年（平成26年） | 25,919             | 13,080           | [ * 20 ] |
| 2015年（平成27年） | 26,691             |                  |          |
| 2016年（平成28年） | 27,067             |                  |          |

## 可以轉乘的巴士路線

### 「練馬高野台站」停留所

#### 西武巴士
- 練高01：練馬高野台站～光丘團地～光丘高校～成增站南口。
- 練高02：南田中車庫～練馬高野台站～光丘團地～光丘高校～成增站南口。
- 練高03：光丘站→光丘IMA→練馬高野台站→南田中車庫。
- 荻17：練馬高野台站～井荻站～清水三丁目～荻窪站。

#### 練馬區社會福利署巴士
- 關町福祉園～女子學院入口～上石神井站～禪定院前～練馬高野台站～禪定院前～順天堂練馬病院。

### 「長光寺橋」停留所
- 練40：南田中車庫～長光寺橋～高松五丁目～土支田交番～成增町。
- 練41：南田中車庫～長光寺橋～谷原二丁目～練馬站。
- 練46：南田中車庫～長光寺橋～光丘南入口～光丘三丁目～練馬春日町站～豐島園～練馬站。
- 深夜巴士：成增站南口→光丘高校→光丘團地→長光寺橋→南田中車庫。

## 相鄰車站
西武鐵道
 池袋線
■快速急行、■急行、■通勤急行、■快速、■通勤準急、■準急
通過
■各站停車
富士見台（SI08）－練馬高野台（SI09）－石神井公園（SI10）

## 外部連結
- 練馬高野台 - 西武鐵道